# Mercury-Redstone BD
Mercury-Redstone Booster Develeopment est un vol d’essais dans le cadre du programme Mercury. Il est lancé le 24 mars 1961 du complexe de lancement 5 de Cape Canaveral, en Floride. La  capsule Mercury est un prototype, et le Redstone est de nom de code MRLV-5.
Après les problèmes qui se sont posés au cours de la mission MR-2 qui transportait le chimpanzé Ham, il était évident que Redstone avait besoin d’un développement plus poussé avant de pouvoir emporter un passager humain.
Wernher von Braun a ajouté cette mission entre MR-2 et MR-3. Cela s’est passé par les protestations de certains, dont l’astronaute Alan Shepard, qui a affirmé que les problèmes du MR-2 avaient été rapidement identifiés et facilement résolus. Von Braun a souligné que la Redstone ne pouvait pas être considérée comme un vol d’essai complètement parfait et que les performances du lanceur en MR-1A et MR-2 ne répondaient pas aux normes acceptables pour le transport d’un passager humain.
La cause des précédentes suraccélérations du Redstone était une servovalve qui ne réglait pas correctement le flux de peroxyde d'hydrogène au générateur de vapeur du moteur-fusée NAA Rocketdyne 75-110 A. Cela a entraîné les pompes à carburant. Le régulateur de poussée et l'intégrateur de vitesse ont été modifiés sur MR-BD, puis dans les autres Redstone pour éviter qu'ils ne dépassent la limite de vitesse. D'autres modifications ont été apportées afin d'éviter l'extinction du moteur à la suite de l'épuisement des ergols au lieu d'un signal programmé, ce qui a conduit à un abandon de tir et à l'activation de la tour de sauvetage du MR-2.
Un autre problème rencontré lors des vols précédents des Mercury-Redstone était les vibrations harmoniques induites par le stress aérodynamique au sommet de la Redstone. Pour résoudre ce problème, quatre raidisseurs ont été ajoutés à la section de ballast et 95 kg d'isolation ont été appliqués à la peau interne du haut de la case à équipements du Mercury-Redstone.
La mission a utilisé un simulateur de masse de la capsule Mercury avec une tour de sauvetage inerte. La capsule n'avait pas non plus de rétro-fusées.
La mission MR-BD a duré 8 minutes et 23 secondes. Elle a atteint un apogée de 183 km et une distance de 494 km. La vitesse maximale était de 8 245 km/h.
Le vaisseau spatial a connu une accélération maximale de 11 g (108 m/s2). Il n'était pas prévu de séparer la fusée Redstone et Mercury et les deux se sont écrasés ensemble à 494 km de la cible, soit 8 km de moins que prévu. Ils ont coulé au fond de l'océan Atlantique, faisant exploser une bombe Sofar. Les performances de la fusée ont été excellentes, à part quelques problèmes de vibrations dans la zone de l'adaptateur.
MR-BD a été très réussie et a conduit la route au vol d'Alan Shepard à bord de MR-3.

## Anecdote
En URSS, la mission a été à tort reconnue comme échec :

« Le commandant a annoncé que les Américains prévoyaient d'aller dans l'espace le 28 avril. Je lui ai dit qu'ils ne lanceront pas un homme avant nous. Le 24 mars, ils ont essuyé un gros échec : la capsule "Mercury" ne s'est pas séparée du lanceur et a coulé dans l'océan. »

— Nikolaï Kamanine, Hidden space//Year 1961//April 7